# Alfie Whiteman
Alfie Malik Whiteman (ur. 2 października 1998 w Londynie) – angielski piłkarz występujący na pozycji bramkarza w szwedzkim klubie Degerfors IF. Wychowanek Tottenhamu Hotspur. Młodzieżowy reprezentant Anglii.